# Mathias Feuk
Mathias Feuk (uttalas [fö:k]), född 16 april 1886, död 17 januari 1940, var en svensk skolman och författare.
Feuk blev filosofie doktor i Lund på avhandlingen Lidners poetiska språk. Han var därefter föreståndare vid Lunnevads folkhögskola 1915–1927 och Önnestads folkhögskola från 1927. Feuk är begravd på Nydala kyrkogård.